# Diecezja Caltanissetta
Diecezja Caltanissetta (łac. Diœcesis Calatanisiadensis) – diecezja Kościoła rzymskokatolickiego we Włoszech, a dokładniej w południowej części Sycylii. Została erygowana 25 maja 1844 roku.

## Główne świątynie
- Katedra: Katedra Matki Bożej La Nova w Caltanissetta

## Biskupi diecezjalni
- Antonio Maria Stromillo CR (1845–1858)
- Giovanni Battista Guttadauro di Reburdone (1858–1896)
- Ignazio Zuccaro (1896–1906)
- Antonio Intreccialagli OCD (1907–1914)
- Giovanni Iacono (1921–1956)
- Francesco Monaco (1956–1973)
- Alfredo Maria Garsia (1973–2003)
- Mario Russotto (od 2003)